# Europäische Badminton-Hochschulmeisterschaft 2023
Die Europäische Badminton-Hochschulmeisterschaft 2023 fand vom 13. bis zum 19. Juli 2023 in Miskolc statt. Es war die 13. Austragung der Titelkämpfe.

## Sieger und Platzierte
| Disziplin    | Gold                                              | Silber                                                                  | Bronze                                                                                    |
| ------------ | ------------------------------------------------- | ----------------------------------------------------------------------- | ----------------------------------------------------------------------------------------- |
| Herreneinzel | Harry Huang University of Nottingham              | Viacheslav Yakovlev Admiral Makarov National University of Shipbuilding | Samuel Ricketts University of Warwick                                                     |
| Herreneinzel | Harry Huang University of Nottingham              | Viacheslav Yakovlev Admiral Makarov National University of Shipbuilding | Jonathan Dolan Technological University Dublin                                            |
| Dameneinzel  | Maria Stoliarenko Universität Straßburg           | Brid Stepper DSHS Köln                                                  | Miu Lin Ngan University of Nottingham                                                     |
| Dameneinzel  | Maria Stoliarenko Universität Straßburg           | Brid Stepper DSHS Köln                                                  | Zeynep Akdeniz Marmara University                                                         |
| Herrendoppel | Harry Goode Samuel Smith University of Nottingham | Paak Raymond Chong Pak Yu Ng University of Nottingham                   | Koon Fung Kevin Ho Samuel Ricketts University of Warwick                                  |
| Herrendoppel | Harry Goode Samuel Smith University of Nottingham | Paak Raymond Chong Pak Yu Ng University of Nottingham                   | Andrew Oates Scott Oates University of Warwick                                            |
| Damendoppel  | Sian Kelly Miu Lin Ngan University of Nottingham  | Anouk Nambot Maria Stoliarenko Universität Straßburg                    | Zofia Tomczak Karolina Władzińska Jozef Pilsudski University of Physical Education        |
| Damendoppel  | Sian Kelly Miu Lin Ngan University of Nottingham  | Anouk Nambot Maria Stoliarenko Universität Straßburg                    | Varvara Frolova Anastasiia Yerokhina Universität Charkiw                                  |
| Mixed        | Samuel Smith Sian Kelly University of Nottingham  | Aymeric Torres Maria Stoliarenko Universität Straßburg                  | Harry Lines Victoria Liang University of Nottingham                                       |
| Mixed        | Samuel Smith Sian Kelly University of Nottingham  | Aymeric Torres Maria Stoliarenko Universität Straßburg                  | Viacheslav Yakovlev Valeriia Rudakova Admiral Makarov National University of Shipbuilding |
| Teams        | University of Nottingham                          | University of Warwick                                                   | Admiral Makarov National University of Shipbuilding                                       |
| Teams        | University of Nottingham                          | University of Warwick                                                   | Technological University Dublin                                                           |